# El libro de los cuentos perdidos
El libro de los cuentos perdidos es el título de los dos primeros volúmenes, editados por Christopher Tolkien en los años 1983 y 1984, de la serie de trece libros denominada La historia de la Tierra Media, en la que el autor analiza los manuscritos no publicados de su padre, J. R. R. Tolkien.
Contiene las primeras versiones de las historias comenzadas entre 1916 y 1917, cuando Tolkien padre tenía veinticinco años, y que fueron abandonadas varios años después. Es, en realidad, el principio de toda la concepción de la mitología de la Tierra Media y el primer esbozo de los mitos y leyendas que constituirían El Silmarillion. Es notable que aunque son muy primitivos en estilo y contenido, son muy cercanos a los trabajos posteriores en muchas formas. Cada uno de los Cuentos es seguido por notas y comentarios detallados de Christopher Tolkien.

## Argumento
El marco narrativo es el largo viaje hacia el oeste que emprende un marinero a Tol Eressëa, la isla solitaria donde habitan los elfos. En las primeras versiones de los Cuentos perdidos este hombre es llamado Eriol, originario del norte de Europa. Sin embargo, en las versiones posteriores es conocido como Ælfwine, un inglés de la Edad Media. Allí conoce los cuentos perdidos de Elfinesse, en los que aparecen las ideas y concepciones más tempranas sobre los valar, elfos, enanos, balrogs y orcos, los Silmarili, los Dos Árboles de Valinor, Nargothrond, Gondolin, y la geografía y cosmología de la Tierra Media y de todo Arda.

## Análisis
Este libro nos muestra los primeros esbozos de lo que se convertiría en la base mitológica de la conformación de la «Tierra Media». Los Cuentos relatados, al estar acompañados de notas y comentarios, ayudan al lector a entender de mejor forma el proceso creativo de J. R. R. Tolkien.
Aunque muchos nombres en el libro son idénticos o cercanos a los que aparecen en versiones posteriores, algunos de ellos no presentan ningún parecido con sus formas finales. J. R. R. Tolkien modificaba los nombres frecuentemente, muchas veces con nuevas variantes (rechazadas a su vez) escritas en un manuscrito único. Desconcertantemente, algunas veces los nombres utilizados para una cosa posteriormente eran usados para referirse a otra distinta, y el manuscrito original era abandonado. Por ejemplo, la casa de los elfos llamada «teleri» en El libro de los cuentos perdidos no es la misma que en El Silmarillion. Aquí los «teleri» eran los que posteriormente Tolkien llamó vanyar mientras que los solosimpi eran los posteriores teleri.
Existen más cambios visibles dentro del libro y este no es consistente internamente, debido en parte a que mientras Tolkien escribía tranquilamente los relatos comenzaba a reescribir e incluso desechar partes de las ideas tempranas a medida que su mundo imaginario iba cambiando. Los Cuentos finalmente fueron abandonados, pero resucitaron como parte del «Esbozo de la mitología» que se convertiría en El Silmarillion.

## Contenido
Para su publicación este libro fue dividido en dos volúmenes, una simple división editorial. Ambos volúmenes están separados en varios Cuentos perdidos. 

### Volumen 1
1. La cabaña del juego perdido
2. La música de los ainur
3. La llegada de los valar y la construcción de Valinor
4. El encadenamiento de Melkor
5. La llegada de los elfos y la construcción de Kôr
6. El robo de Melko y el oscurecimiento de Valinor
7. La huida de los Noldoli
8. El cuento del Sol y de la Luna
9. El ocultamiento de Valinor
10. El cuento de Gilfanon: las penurias de los Noldoli y la llegada de la humanidad

### Volumen 2
1. El cuento de Tinúviel
2. Turambar y el foalókë
3. La caída de Gondolin
4. El Nauglafring
5. El cuento de Eärendel
6. La historia de Eriol o Ælfwine y el final de los cuentos

## Crítica
The New York Times admiró la tenacidad de Christopher Tolkien, junto con el poder creativo de su padre, y admitía que «sin duda, los devotos a Tolkien se regocijarán, pero para los lectores no iniciados que no estén completamente familiarizado con las otras obras, los comentarios pueden ser un poco enigmáticos».